# Kreditforeningen af jydske Landejendomsbesiddere
Kreditforeningen af jydske Landejendomsbesiddere (i Nørrejylland), også kaldet Jydsk Landkreditforening eller Den nørrejydske Kreditforening, var den ene af Danmarks to første kreditforeninger, stiftet 1. december 1851 i Viborg af Laurids Nørgaard Bregendahl, Mads Pagh Bruun, Torkild Christian Dahl og Frederik Vilhelm Schytte. Bregendahl blev bestyrelsesformand, hvilket han var til sin død.
Kreditforeningens første bygning blev rejst på Hjultorvet 1868 ved arkitekt Julius Tholle. I 1905-06 fik kreditforeningen en større bygning i Sct. Mathias Gade 1-3 tegnet af Hack Kampmann og Valdemar Schmidt.
Formand for repræsentantskabet i 1950: Proprietær M.C. Korsgaard, R. af Dbg., Dbm., Tøttrupgaard pr. Hørdum, Thy. Direktionen bestod i dette år af direktør, cand. jur. Ejner Wittrup og gårdejerne Esper Jepsen, Brøddinggaard pr. Jebjerg og Jens Dalsgaard, R. af Dbg., Roslev.
1. januar 1972 indgik kreditforeningen i den nydannede Jyllands Kreditforening, hvor de andre kreditforeninger, som indgik, var Kreditforeningen af Ejere af mindre Ejendomme på Landet i Jylland (Jydsk Husmandskreditforening), Aalborg og Jydsk Realkreditforening for almindelig realkredit, der dannedes 1. januar 1971 ved sammenslutning af: Sønderjyllands Kreditforening, Haderslev og Den vest- og sønderjydske Kreditforening, Ringkøbing, samt Jydsk Realkreditforening for særlig realkredit, der dannedes 1. januar 1971 ved sammenslutning af: Købstadshypotekforeningen, Århus, Landhypotekforeningen for Danmark, Århus og Aalborg Hypothekforening, Aalborg.
Jyllands Kreditforening opgik 1. april 1985 i Nykredit, som nu anvender ejendommen.